# Lucas Beraldo
 Lucas Lopes Beraldo (Piracicaba, São Paulo, 24 de noviembre de 2003) es un futbolista brasileño. Juega de defensa central o lateral izquierdo y su equipo actual es el Paris Saint-Germain Football Club de la Ligue 1, máxima categoría del fútbol francés.

## Trayectoria
Debutó como profesional el 25 de mayo de 2022, a pesar de ser su primer partido fue titular para enfrentar a Ayacucho en el último partido de la fase de grupos de la Copa Libertadores, estuvo los 90 minutos en cancha y ganaron 1-0 en el Estadio Morumbi.
El 20 de diciembre de 2023 surgió el interés del Paris Saint-Germain Football Club por su fichaje, junto a otros clubes europeos. Finalmente 1° de enero de 2024 firmó contrato con PSG hasta 2028. Dejó São Paulo con 52 presencias, 1 gol, el Campeonato Paulista 2021 y la Copa de Brasil 2023.
Debutó en Europa el 3 de enero de 2024, ingresó en los minutos finales de la Supercopa de Francia y derrotaron a Toulouse 2-0.
En la tercera ronda de la Copa de Francia fue titular por primera vez, se enfrentaron a US Revel y ganaron 0-9.

## Selección nacional
Ha sido internacional con la selección de fútbol de Brasil en la categoría sub-20 y la absoluta.
Fue convocado por Ramon Menezes por primera vez el 19 de mayo de 2022 para jugar un cuadrangular internacional amistoso sub-20.
Debutó con la selección de Brasil el 10 de junio de 2022, ingresó en los minutos finales contra Ecuador y ganaron 4-1. No pudo estar en los restantes 2 partidos ya que fue convocado por su club y finalmente Brasil ganó el cuadrangular tras vencer 7-0 a Uruguay.
Volvió a ser convocado el 15 de agosto, para jugar un nuevo cuadrangular internacional en Uruguay. No estuvo presente en el primer partido debido a que tuvo participación con su club pero en el segundo juego fue titular y capitán para enfrentar al local Uruguay, combinado al que derrotaron 1-0.
El 8 de diciembre fue convocado para ser parte del plantel que jugaría el Campeonato Sudamericano Sub-20 de 2023. Posteriormente a pedido de su club fue desafectado y no pudo jugar. Brasil se coronaró campeón en el último partido.
El 31 de marzo de 2023 volvió a ser convocado para entrenar y jugar amistosos en España de cara a la Copa Mundial Sub-20 pero volvió a ser desafectado por pedido de su club y no pudo competir en el Mundial.
Fue convocado por primera vez a la absoluta para las fechas FIFA de marzo de 2024, por el entrenador Dorival Júnior. Debutó el 23 de marzo, fue titular para jugar un amistoso contra Inglaterra en Wembley, con un gol de Endrick ganaron 0-1.

#### Participaciones en Copas América
| Torneo            | Sede           | Resultado        | Partidos | Goles |
| ----------------- | -------------- | ---------------- | -------- | ----- |
| Copa América 2024 | Estados Unidos | Cuartos de final | 0        | 0     |

## Estadísticas

### Clubes
Actualizado al último partido citado el 13 de julio de 2025.
| Club                              | Div.          | Temporada     | Liga  | Liga  | Liga   | Estatal | Estatal | Estatal | Copas nacionales | Copas nacionales | Copas nacionales | Copas internacionales.</ref> | Copas internacionales.</ref> | Copas internacionales.</ref> | Total | Total | Total  |
| Club                              | Div.          | Temporada     | Part. | Goles | Asist. | Part.   | Goles   | Asist.  | Part.            | Goles            | Asist.           | Part.                        | Goles                        | Asist.                       | Part. | Goles | Asist. |
| --------------------------------- | ------------- | ------------- | ----- | ----- | ------ | ------- | ------- | ------- | ---------------- | ---------------- | ---------------- | ---------------------------- | ---------------------------- | ---------------------------- | ----- | ----- | ------ |
| São Paulo F. C. · Brasil          | 1.ª           | 2021          | —     | —     | —      | 0       | 0       | 0       | 0                | 0                | 0                | 0                            | 0                            | 0                            | 0     | 0     | 0      |
| São Paulo F. C. · Brasil          | 1.ª           | 2022          | 3     | 0     | 0      | 0       | 0       | 0       | 0                | 0                | 0                | 1                            | 0                            | 0                            | 4     | 0     | 0      |
| São Paulo F. C. · Brasil          | 1.ª           | 2023          | 24    | 1     | 0      | 9       | 0       | 0       | 8                | 0                | 0                | 7                            | 0                            | 0                            | 48    | 1     | 0      |
| São Paulo F. C. · Brasil          | Total club    | Total club    | 27    | 1     | 0      | 9       | 0       | 0       | 8                | 0                | 0                | 8                            | 0                            | 0                            | 52    | 1     | 0      |
| Paris Saint-Germain F. C. Francia | 1.ª           | 2023-24       | 13    | 1     | 0      | —       | —       | —       | 6                | 1                | 0                | 5                            | 0                            | 0                            | 24    | 2     | 0      |
| Paris Saint-Germain F. C. Francia | 1.ª           | 2024-25       | 25    | 1     | 0      | —       | —       | —       | 4                | 0                | 0                | 8                            | 0                            | 0                            | 37    | 1     | 0      |
| Paris Saint-Germain F. C. Francia | Total club    | Total club    | 38    | 2     | 0      | 0       | 0       | 0       | 10               | 1                | 0                | 14                           | 0                            | 0                            | 62    | 3     | 0      |
| Total carrera                     | Total carrera | Total carrera | 65    | 3     | 0      | 9       | 0       | 0       | 18               | 1                | 0                | 22                           | 0                            | 0                            | 114   | 4     | 0      |
| 1. 2. 3.                          |               |               |       |       |        |         |         |         |                  |                  |                  |                              |                              |                              |       |       |        |

## Palmarés

### Títulos estatales
| Título              | Equipo          | País   | Año  |
| ------------------- | --------------- | ------ | ---- |
| Campeonato Paulista | São Paulo F. C. | Brasil | 2021 |

### Títulos nacionales
| Título               | Equipo                    | País    | Año  |
| -------------------- | ------------------------- | ------- | ---- |
| Copa de Brasil       | São Paulo F. C.           | Brasil  | 2023 |
| Supercopa de Francia | París Saint-Germain F. C. | Francia | 2023 |
| Ligue 1              | París Saint-Germain F. C. | Francia | 2024 |
| Copa de Francia      | París Saint-Germain F. C. | Francia | 2024 |
| Supercopa de Francia | París Saint-Germain F. C. | Francia | 2024 |
| Ligue 1              | París Saint-Germain F. C. | Francia | 2025 |
| Copa de Francia      | París Saint-Germain F. C. | Francia | 2025 |

### Títulos internacionales
| Título                       | Club                      | Sede   | Año  |
| ---------------------------- | ------------------------- | ------ | ---- |
| Liga de Campeones de la UEFA | Paris Saint-Germain F. C. | Múnich | 2025 |
| Supercopa de la UEFA         | Paris Saint-Germain F. C. | Údine  | 2025 |